# Septeuil
Septeuil – miejscowość i gmina we Francji, w regionie Île-de-France, w departamencie Yvelines.
Według danych na rok 1990 gminę zamieszkiwało 1945 osób, a gęstość zaludnienia wynosiła 207 osób/km² (wśród 1287 gmin regionu Île-de-France Septeuil plasuje się na 489. miejscu pod względem liczby ludności, natomiast pod względem powierzchni na miejscu 408.).